# قطعنامه ۱۵۸۷ شورای امنیت
قطعنامه ۱۵۸۷ شورای امنیت سازمان ملل متحد که در تاریخ ۱۴ مارس ۲۰۰۵ تصویب شد، سندی بین‌المللی دربارهٔ بررسی وضعیت میان اریتره و اتیوپی است. این قطعنامه طی نشست ۵۱۳۹ام با ۱۵ رای موافق، ۰ مخالف و ۰ ممتنع تصویب شد.